# Richard Long (skådespelare)

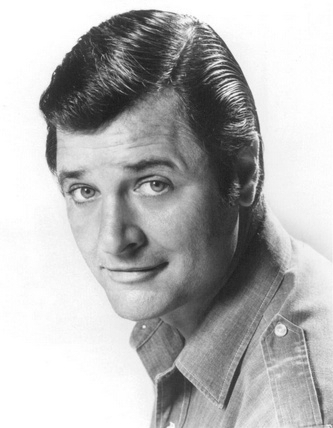
Richard Long, 1970.

Richard Long, född 17 december 1927 i Chicago, Illinois, död 21 december 1974 i Los Angeles, Kalifornien, var en amerikansk skådespelare.
Han filmdebuterade 1946 i I morgon och för alltid och kom sedan att ha en återkommande ungdomsroll i filmserien om "Ma and Pa Kettle" under åren 1947-1950. Long blev för amerikansk TV-publik senare känd för sina återkommande roller i serierna The Big Valley och Nanny and the Professor.

## Filmografi, urval
- 1946 – I morgon och för alltid
- 1946 – Främlingen
- 1946 – Den mörka spegeln
- 1947 – Ägget och jag
- 1949 – På liv och död
- 1950 – Vi från vischan
- 1953 – All min längtan
- 1954 – Saskatchewan
- 1959 – Skriet vid midnatt